# بيرس بول ريد
بيرس بول ريد (بالإنجليزية: Piers Paul Read)‏ (7 مارس 1941 في المملكة المتحدة)؛ كاتب وروائي بريطاني. درس في كلية سانت جونز.

## روابط خارجية
- بيرس بول ريد على موقع IMDb (الإنجليزية)
- بيرس بول ريد على موقع قاعدة بيانات الفيلم (الإنجليزية)